# Spiophanes
Spiophanes är ett släkte av ringmaskar som beskrevs av Grube 1860. Spiophanes ingår i familjen Spionidae.

## Arter
- Spiophanes abyssalis
- Spiophanes anoculata
- Spiophanes berkeleyorum
- Spiophanes bombyx
- Spiophanes chilensis
- Spiophanes cirrata
- Spiophanes dubitalis
- Spiophanes duplex
- Spiophanes fimbriata
- Spiophanes japonicum
- Spiophanes kroyeri
- Spiophanes kroyeri
- Spiophanes longicirris
- Spiophanes lowai
- Spiophanes luleevi
- Spiophanes malayensis
- Spiophanes missionensis
- Spiophanes modestus
- Spiophanes norrisi
- Spiophanes pallidus
- Spiophanes pisinnus
- Spiophanes prestigium
- Spiophanes reyssi
- Spiophanes soederstroemi
- Spiophanes tcherniai
- Spiophanes urceolata
- Spiophanes uschakowi
- Spiophanes wigleyi
- Spiophanes viriosus

## Bilder

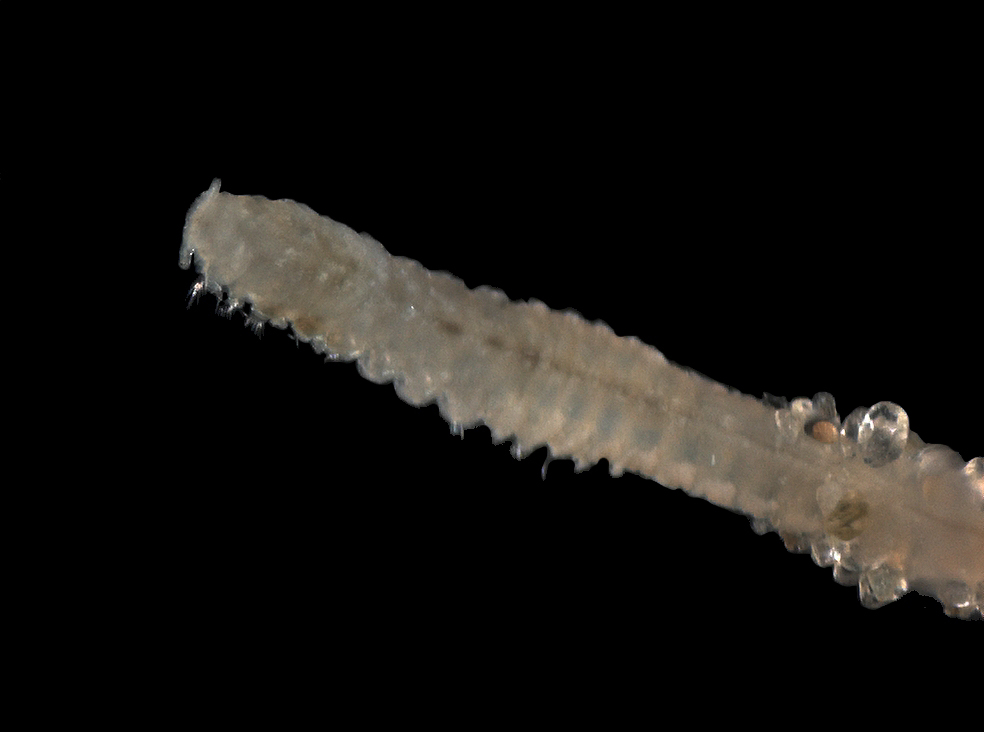
Spiophanes bombyx
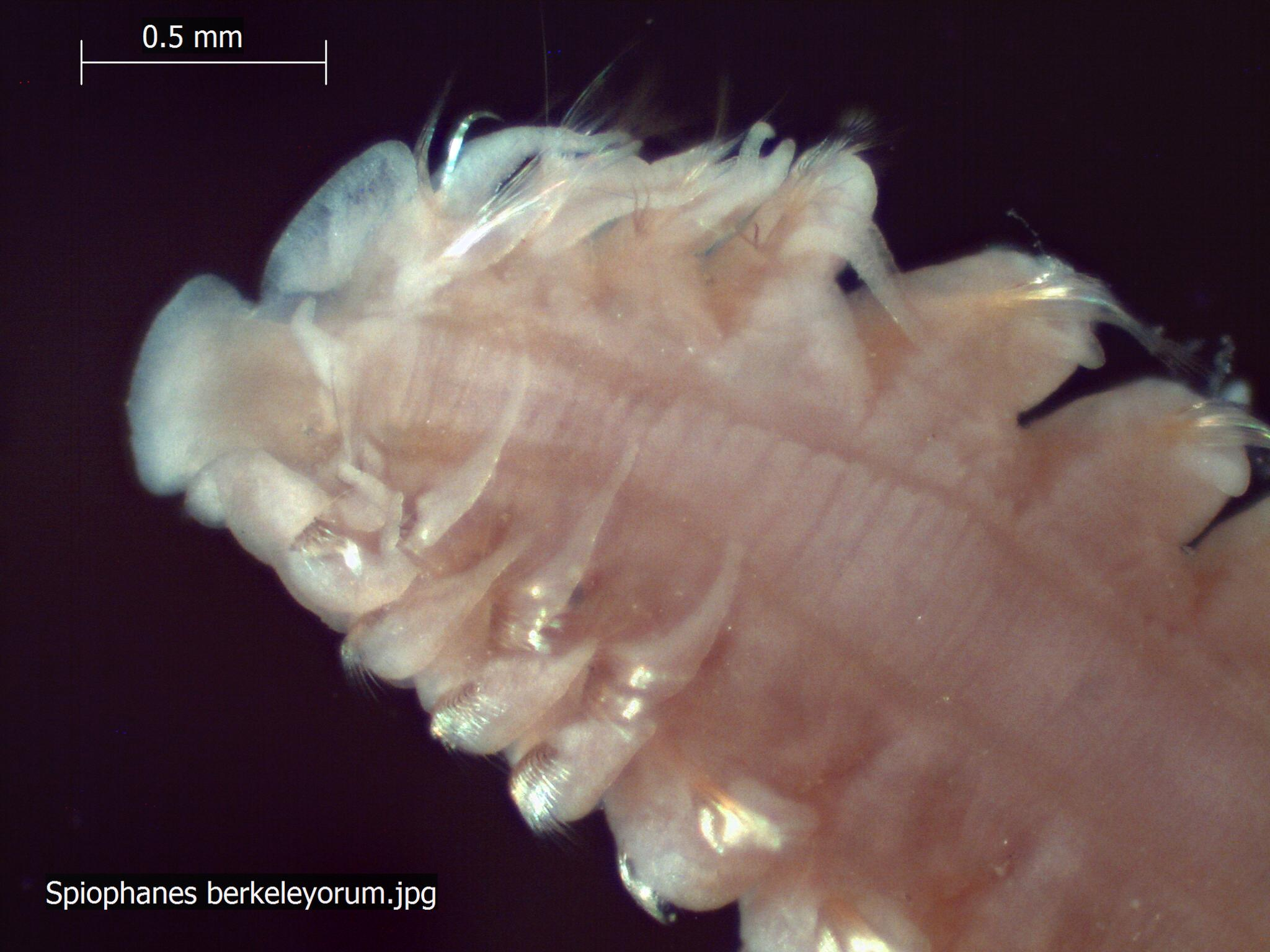
Spiophanes berkeleyorum